# Eine Perle in der Krone
Eine Perle in der Krone ist ein polnischer Spielfilm aus dem Jahr 1972.

## Handlung
Der Film spielt im August 1934 im polnischen (d. h. östlichen) Teil Oberschlesiens. Der polnische Bergmann Jaś arbeitet in einem deutschen Bergwerk. Seine Ehefrau Wichta zieht die beiden kleinen Söhne auf, während er im Untertagebau arbeitet. Als die deutschen Eigentümer beschließen, die Zeche aufgrund ihrer schlechten Rentabilität zu schließen, bricht ein Streik der Bergleute aus. Der Untertagebau soll geflutet werden. Die Streikenden besetzen die Zeche und die Angehörigen versorgen sie, obwohl die Polizei die Zeche hermetisch abriegelt. Als die Bergleute in einen Hungerstreik treten, demonstrieren die solidarischen Familien vor der Zeche. Die Demonstrationen werden von der Polizei brutal niedergeschlagen. Doch die Bergleute glauben weiterhin, dass sie die Zeche retten können. Als die Bergleute der Direktion mitteilen, dass sie auch bei einer Flutung die Stollen nicht verlassen werden, kommt es schließlich doch noch zur positiven Einigung mit den Eigentümern. Jaś verlässt mit seinen Kollegen die Zeche und kehrt zu seiner Familie zurück.

## Kritiken
„Engagierte Schilderung sozialer und menschlicher Probleme im damaligen Arbeitermilieu.“

## Auszeichnungen
Der Film wurde zu den Internationalen Filmfestspielen von Cannes 1972 eingeladen, ging bei der Preisvergabe allerdings leer aus. Beim Internationalen Filmfestival von Mailand 1972 wurde der Film als bester Film mit dem Goldenen Globus ausgezeichnet.